# Sęp białogłowy
Sęp białogłowy (Trigonoceps occipitalis) – gatunek dużego ptaka padlinożernego z rodziny jastrzębiowatych (Accipitridae), jedyny przedstawiciel rodzaju Trigonoceps. Zamieszkuje Afrykę Subsaharyjską. Krytycznie zagrożony wyginięciem.

## Taksonomia
Po raz pierwszy gatunek opisał William John Burchell w 1824. Holotyp pochodził z Botswany. Autor nadał nowemu gatunkowi nazwę Vultur occipitalis. Obecnie (2020) Międzynarodowy Komitet Ornitologiczny umieszcza sępa białogłowego w monotypowym rodzaju Trigonoceps. Uznaje go za gatunek monotypowy. Niektórzy autorzy umieszczają sępa białogłowego w rodzaju Aegypius, wraz z sępem kasztanowatym (A. monachus), sępem łysym (Sarcogyps calvus) i sępem uszatym (Torgos tracheliotos).

### Etymologia
- Trigonoceps: łac. trigonum „trójkąt”, od gr. τριγονον trigōnon „trójkąt”, od τρεις treis, τριων triōn „trzy”; γωνια gōnia „kąt”; -ceps -głowy, od caput, capitis „głowa”[10].
- Lophogyps: gr. λοφος lophos „czub, grzebień”; γυψ gups, γυπος gupos „sęp”[11].
- occipitalis: późnołac. occipitalis „z tyłu głowy, potyliczny”, od łac. occipitium „potylica”, od ob „w kierunku, koniec”; caput, capitis „głowa”[12].

## Morfologia

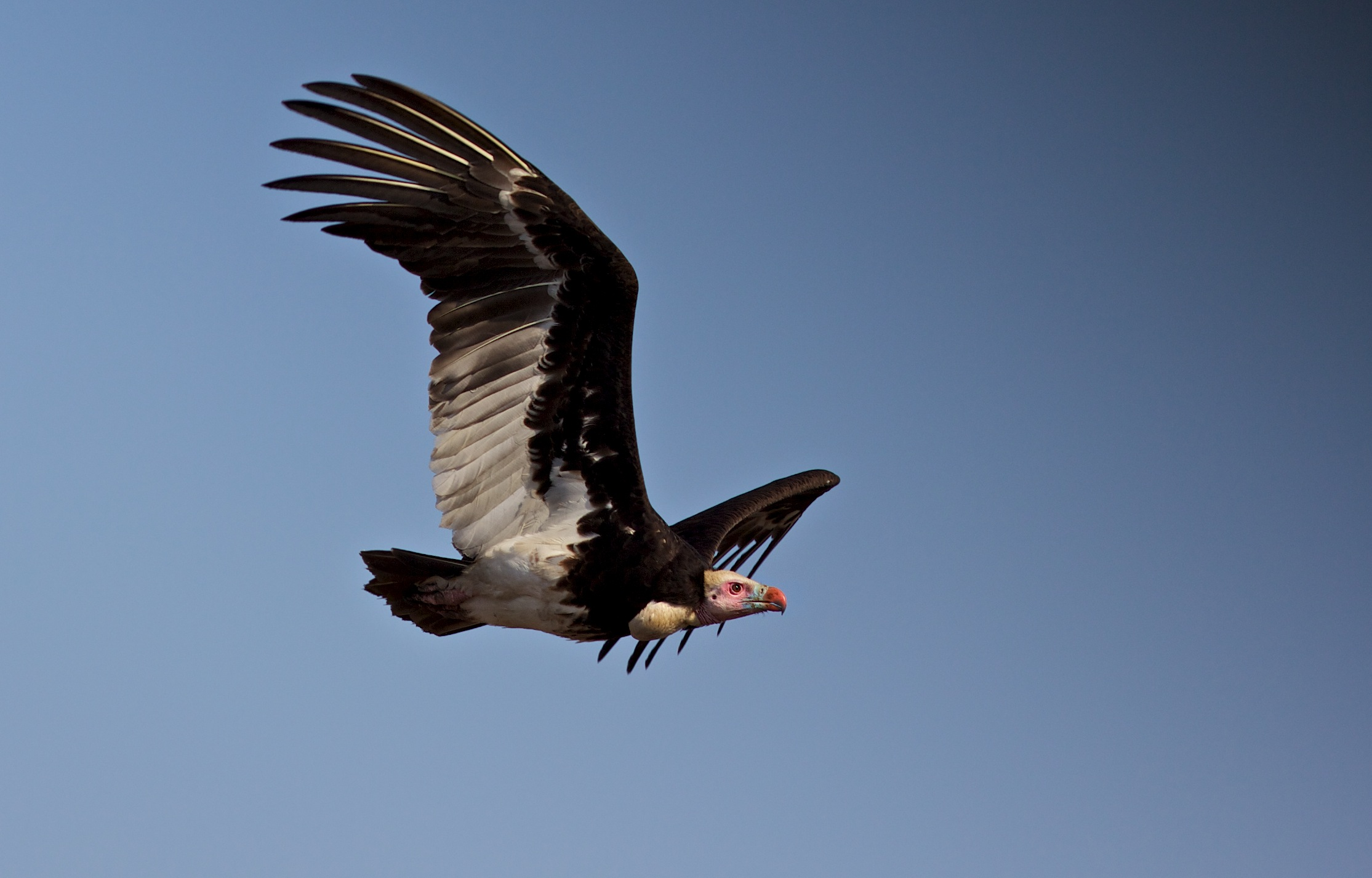
Sęp białogłowy w locie

Długość ciała wynosi 72–85 cm, masa ciała 3300–5300 g (średnia 4260 g), rozpiętość skrzydeł 207–230 cm. Upierzenie głównie czarniawo-białe. Nogawice białe, pierś czarna.

## Zasięg występowania
Sępy białogłowe zamieszkują obszar od Senegambii na wschód po Erytreę (w tym Dahlak), Etiopię i Somalię, dalej na południe po Namibię, północno-wschodnią Południową Afrykę i Suazi.

## Ekologia i zachowanie
Środowiskiem życia sępów białogłowych są suche zadrzewienia na niskich wysokościach n.p.m.; unikają półpustynnych skupisk ciernistych roślin. W Etiopii odnotowywane były do 4000 m n.p.m., w Kenii prawdopodobnie występują do 3000 m n.p.m. Zazwyczaj unikają ludzkich siedlisk. Zwykle latają na niższych wysokościach w porównaniu do innych sępów i często pierwsze pojawiają się przy padlinie. Okazjonalnie poluje, głównie na drobne zwierzęta, takie jak jaszczurki, węże czy owady. Odbiera również zdobycz innym ptakom (kleptopasożytnictwo).

### Lęgi
Okres składania jaj zwykle przypada na porę suchą. Do 61% par (dane z początku lat 90. XX wieku) nie przystępuje w danym roku do lęgów. Przeważnie gniazdo ulokowane jest na akacji lub baobabie. Jest to platforma z gałęzi; znajduje je samiec, a samica spaja w całość. Gniazdo wyściełane jest suchą trawą. W zniesieniu 1 jajo. Wysiadują oba ptaki z pary; inkubacja twa 55–56 dni. Przez pierwsze 50–60 dni życia młode jest pod stałą opieką jednego z rodziców; po tym okresie jest już zostawiane samo w gnieździe. W wieku około 115 dni młode opuszcza gniazdo.

## Status
IUCN od 2015 uznaje sępa białogłowego za gatunek krytycznie zagrożony (CR, Critically Endangered). Wcześniej, od 2007 uznawany był za narażonego (VU, Vulnerable), a przed 2007 za gatunek najmniejszej troski (LC, Least Concern). Liczebność światowej populacji szacuje się na 2500–9999 dorosłych osobników. Liczebność gatunku spada w bardzo drastycznym tempie (stan w 2016). Do zmniejszenia się liczebności przyczyniają się głównie: spadek liczebności średniej wielkości ssaków, w tym kopytnych, i przekształcanie środowiska życia tych sępów. Dodatkowo populacja uszczuplana jest przez przypadkowe zatrucia (w tym w pułapkach zastawianych na duże ssaki mięsożerne, jak lwy i hieny, oraz zatrucia karbofuranem, zwłaszcza we wschodniej Afryce) oraz wpadanie ptaków w pułapki zakładane na szakale na niewielkich farmach. W RPA części ciała sępów białogłowych wykorzystuje się w medycynie naturalnej, a w Zambii w czarostwie. Gniazdujące ptaki mogą porzucać swoje gniazda wskutek niepokojenia przez ludzi. W przyszłości zagrożenie może stanowić diklofenak stosowany w leczeniu bydła.